# Liljana Tomova
Liljana Tomova-Todorova (bolgarsko Лиляна Томова-Тодорова), bolgarska atletinja, * 9. avgust 1946, Plovdiv, Bolgarija.
Nastopila je na poletnih olimpijskih igrah leta 1976 ter se uvrstila v polfinale teka na 800 m. V tej disciplini je leta 1974 osvojila naslov evropske prvakinje in naslov podprvakinje v teku na 1500 m, na evropskih dvoranskih prvenstvih pa je osvojila srebrni medalji v štafeti 4x392 m in teku na 800 m.